# Ладское сельское поселение
Ладское се́льское поселе́ние — муниципальное образование в Ичалковском районе Мордовии Российской Федерации.
Административный центр — село Лада.

## История
Статус и границы сельского поселения установлены Законом Республики Мордовия от 1 декабря 2004 года № 98-З «Об установлении границ муниципальных образований Ичалковского муниципального района, Ичалковского муниципального района и наделении их статусом сельского поселения и муниципального района».
Законом от 13 июля 2009 года, было упразднено Инсаровское сельское поселение (сельсовет), а его населённые пункты были включены в Ладское сельское поселение (сельсовет).
Законом от 17 мая 2018 года N 42-З Резоватовское сельское поселение и сельсовет были упразднены, а входившие в их состав населённые пункты были включены в состав Ладского сельского поселения и сельсовета с административным центром в селе Лада.

## Население
| 2002 | 2010  | 2012  | 2013  | 2014  | 2015  | 2016  |
| ---- | ----- | ----- | ----- | ----- | ----- | ----- |
| 1388 | ↘1202 | ↘1142 | ↘1103 | ↘1063 | ↘1024 | ↘1001 |
| 2017 | 2018  | 2019  | 2020  | 2021  |       |       |
| ↘975 | ↘949  | ↘920  | ↗1208 | ↘1190 |       |       |

## Состав сельского поселения
| №  | Населённый пункт | Тип населённого пункта       | Население |
| -- | ---------------- | ---------------------------- | --------- |
| 1  | Верхняя Ладка    | деревня                      | ↘11       |
| 2  | Дубровское       | село                         | ↘152      |
| 3  | Инсаровка        | деревня                      | ↘296      |
| 4  | Калиново         | село                         | ↘54       |
| 5  | Камаево          | село                         | ↘149      |
| 6  | Лада             | село, административный центр | ↘431      |
| 7  | Маркино          | посёлок                      | ↘5        |
| 8  | Октябрьский      | посёлок                      | ↗281      |
| 9  | Песочный         | посёлок                      | ↘6        |
| 10 | Резоватово       | село                         | ↘244      |
| 11 | Юсуповка         | деревня                      | ↘25       |